# أحمد بن يوسف السيد
أحمد بن يوسف السيِّد (ولد 1985 م) داعية ومفكر سعودي، وباحث ومؤلف، والمشرف العام على أكاديمية الجيل الصاعد والبناء المنهجي، وله العديد من المؤلفات والأبحاث المطبوعة. رسالته الكبرى في الحياة هي "إحياء منهاج النبوة"، مع الحرص على تحصين الشباب فكريًّا وإيمانيًّا وصناعة الدعاة المصلحين.

## ولادته وتحصيله
ولد أحمد بن يوسف بن حامد السيِّد بمدينة ينبع في السعودية، عام 1985م، وفيها نشأ حتى نهاية المرحلة الثانوية، ثم انتقل إلى المدينة المنوَّرة.
ابتدأ بطلب العلم الشرعي بعناية والده من صغره فحفظ القرآن الكريم والأربعين النووية ونظم عُبيد ربه في النحو بمرحلة مبكرة. ثم حضر في المرحلة المتوسطة دروس الشيخ إبراهيم العجلان في مدينة ينبع في كتابي عمدة الأحكام للمقدسي وعمدة الفقه لابن قدامة. وفي المرحلة الثانوية انضمَّ إلى دروس الشيخ يحيى بن عبد العزيز اليحيى في حفظ السُّنة بمكة، فحفظ الصحيحين وزيادات الكتب الثمانية في دورتين. ودرس في هذه المرحلة كتاب مقدمة التفسير لابن تيمية على الشيخ عبد الله بن محمد الأمين الشِّنقيطي، وكتاب البيوع للشيخ عبد الله البسام، ودرس البيقونية للبيقوني على الشيخ خالد مرغوب، وعلى الشيخ فؤاد الجهني، كما حضر له في تلك المرحلة دروسًا في عمدة الأحكام للمقدسي، وفي البرهانية وفي الفرائض، ودرس منظومة القواعد الفقهية لابن سعدي على الشيخ مصطفى مخدوم.
ثم انتقل للدراسة الجامعية في القصيم بجامعة الإمام محمد بن سعود الإسلامية، وحضر دروسًا على عددٍ من المشايخ؛ ففي الفقه درس على يد الشيخ خالد المشيقح من كتاب زاد المستقنع وهداية الراغب ومنار السبيل، كما درس عليه بعد ذلك كتاب قواعد الأصول ومعاقد الفصول. وفي العقيدة درس على يد الشيخ يوسف الغفيص في العقيدة الطحاوية، وفي كتاب الإيمان لأبي عبيد القاسم بن سلّام. وفي الحديث درس على يد الشيخ تركي الغميز من بلوغ المرام من أدلة الأحكام، ونزهة النظر شرح نخبة الفكر لابن حجر العسقلاني. وحضر مجالسَ ودروسًا علمية للشيخ سليمان بن ناصر العلوان، والشيخ عبد الله الغنيمان، والشيخ أحمد الصقعوب وغيرهم.

## شيوخه
- يحيى بن عبد العزيز اليحيى: المشرف العام على دورات حفظ السنة في الحرمين الشَّريفين، حفظ عليه الصَّحيحين وزيادات الكتب الثمانية في دورتين.
- خالد المشيقح: درس عليه كتاب زاد المستقنع للحَجَّاوي، وهداية الراغب، ومنار السبيل.
- عبد الله البَسَّام: درس عليه كتاب البيوع.
- عبد الله الغنيمان.
- عبد الله بن محمد الشَّنقيطي: درس عليه كتاب مقدمة التَّفسير لابن تيميَّة.
- إبراهيم العجلان: درس عليه كتابي عمدة الأحكام لعبد الغني المقدسي، وعمدة الفقه لابن قدامة.
- تركي الغميز: درس عليه كتابي بلوغ المرام من أدلَّة الأحكام لابن حجر العسقلاني، وكتاب نزهة النظر شرح نخبة الفِكَر لابن حجر.
- أحمد الصُّقعوب. وغيرهم.[2]

## أعماله ونشاطاته
اعتنى بعلم الحديث عنايةً خاصةً وألَّف نظمًا حديثيًا من 150 بيتًا بعنوان «المُعين على فهم تطبيقات المُحدِّثين» وقدَّم له الشيخ سليمان بن ناصر العلوان، وقد شرح النظم مرَّات عديدة، وشروحاتها مرفوعة ومتاحة في مواقع الشَّابِكة. وقدَّم عددًا من الدروس الشرعية في الفقه وأصوله والحديث والعقيدة وكلها مرفوعة منشورة بعنوان (دورة تأصيل). واعتنى بالقضايا الفكرية من جهة شرعية، فقدَّم عددًا من الحلَقات المرئية التأصيلية في القضايا الفكرية ذات الجدل بين الشباب، ولا سيَّما تلك المتعلقة بالتراث الإسلامي، وذلك تحت عنوان «كامل الصورة»، وهي مرفوعة على مِنصَّة اليوتيوب. ويُشرف حاليًا على مشروع «تسهيل السُّنة» في الشَّابِكة.
أسس برنامج «صناعة المحاور» بعد انتشار الموجة الإلحادية في البيئات العربية والإسلامية، ثم أطلق «أكاديمية الجيل الصاعد الإلكترونية» التي تضمُّ عشرات الآلاف من طلَّاب الجيل الصاعد من كلا الجنسين، وتبع ذلك إطلاق برامجَ عديدة من أهمِّها «البناء المنهجي» وهو من أكبر البرامج الشرعية والفكرية وأوسعها انتشارًا، ويضمُّ طلابًا من مختلِف أقطار العالم، وبرامج أُخرى منها «البناء الفكري» و«مشروع العمر» و«برد اليقين» و«عالم».
ونظرًا لانتشار الفكر الإلحادي في المجتمعات العربية والإسلامية اطلق الشيخُ أحمد السَّيِّد موقع «المحاورون» وهو موقع يختصُّ بالردِّ على الشبهات المُثارة حول الإسلام في مجالات عديدة، مثل: الشبهات عن وجود الله، ونبوَّة النبي محمد، وحول القرآن الكريم والسنَّة النبوية، والشبهات حول المرأة، وبعض الأحكام الشرعية.

#### دوراته ومحاضراته
قدَّم عددًا من الدورات والمحاضرات العلمية في مجالاتٍ متنوعةٍ منها:
- دورة كيفية التعامل مع الشبهات الفكرية المعاصرة.
- دورة صحة قواعد الاستدلال وكشف المغالطات.
- دورة التأسيس الحديثي.
- دورة في مهارات القراءة وطرقها.
- محاضرة أصول الفقه بين اعتبار المجتهدين ودعوى الحداثيين.
- محاضرة إعجاز القرآن عند المتقدمين.
- برنامج كامل الصورة بمواسمه الخمسة.
- السلسلة التربوية والمعرفية والإيمانية للجيل الصاعد.[5]

## خبراته
- المشرف العام على أكاديمية الجيل الصاعد.
- المشرف العام على أكاديمية الحديث الإلكترونية.
- المشرف العام على برنامج صناعة المحاور.
- المشرف العام على برنامج البناء المنهجي.
- المشرف العام على برنامج البناء الفكري.
- المشرف العام على مشروع العمر للمصلحين.
- المشرف العام على موقع تسهيل السنة.
- المشرف العام على معهد إحياء للقرآن الكريم وعلومه.
- المشرف العام على موقع المحاورون للرد على الشبهات.
- المشرف العام على برنامج مشروع عالم.
- مدير دار منار الفكر للنشر والتوزيع.
- شهادة دورة تدريب المدربين معتمدة من "مركز تطوير الكفاءات" وهي معتمدة من المؤسسة العامة للتدريب التقني والمهني بالمملكة العربية السعودية.
- مناقشة المتأثرين بالشبهات العقدية والفكرية.
- حفظ الصحيحين والكتب الستة وأجيز في حفظها وتسميعها.[6]

## مؤلفاته
- سابغات (كيف تتعامل مع الشبهات الفكرية المعاصرة؟).
- كامل الصورة.
- مقاومة التفاهة (مشكلة التفاهة: أسبابها، مآلاتها، كيفية معالجتها).
- المنهاج من ميراث النبوة.
- بوصلة المصلح.
- البناء العقدي للجيل الصاعد.
- إلى الجيل الصاعد.
- التفكير الناقد للجيل الصاعد.
- معالجة القرآن لنفوس المصلحين.
- دلائل أصول الإسلام.
- تثبيت حجية السنة.
- تسهيل معرفة الأسانيد.
- برنامج البناء المعرفي للجيل الصاعد.
- المعين على فهم تطبيقات المحدثين (منظومة حديثية).
- أفي السنة شك؟.
- مفاتيح البصيرة عند النوازل والفتن.
- محاسن الإسلام نظرات منهجية.
- فضائل بيت المقدس والشام وعلاقتهما بالملاحم وأحداث آخر الزمان.
- رسالة مختصرة في منهج المتقدمين في الحديث.
- السنن الإلهية.
- أصول الخطأ في الشبهات المثارة ضد الإسلام وثوابته.
- أنوار الأنبياء.[6][7][8]